# Lycium chilense
Lycium chilense är en potatisväxtart som beskrevs av Bert. Lycium chilense ingår i släktet bocktörnen, och familjen potatisväxter.

## Underarter
Arten delas in i följande underarter:
- L. c. comberi
- L. c. confertifolium
- L. c. descolei
- L. c. filifolium
- L. c. glaberrimum
- L. c. minutifolium
- L. c. vergarae